# Capilla de San Tugdual
La Capilla de San Tugual es una capilla no consagrada que data del siglo XI. Se encuentra en Herm, la isla más pequeña de las Islas del Canal . La Capilla se encuentra actualmente inscrita en el Registro de Monumentos y Edificios Protegidos por los Estados de Guernsey.

## Historia
La capilla, que incorpora una estructura anterior, data del siglo XI; pero se ha sugerido que el sitio ha sido de importancia religiosa desde el siglo VI. Es incierto si la capilla fue nombrada San Tugdual porque él visitó Herm; o si fue así llamado por sus seguidores.
La capilla actual fue construida por monjes normandos que vivieron en la isla.
Cuándo la familia Wood tomó el arrendamiento de la isla en 1949, reabrieron partes de la capilla; y limpiaron varias ventanas.
La Capilla estuvo en un sello de 1970 .

### Trabajo de restauración
En 2010 y 2011, la capilla estaba cerrada por obras de restauración, en el que se restauró el tejado, las paredes y el drenaje de la instalación. Los Estados de Guernsey fueron responsables de la restauración de la capilla. La capilla reabrió en mayo de 2011.